# Templeton, Iowa
Templeton är en ort i Carroll County i delstaten Iowa, USA.